# Запис Тасића храст (Рибник)
Запис Тасића храст (Рибник) се налази на парцели чији је власник Тасић Живорад.

## Локација
| Општина             | Јагодина                                                                    |
| Катастарска општина | Рибник                                                                      |
| Потес               | Крстопут                                                                    |
| Координате          | 44° 01′ 35″ С; 21° 13′ 15″ И / 44.026499999999999° С; 21.220700000000001° И |
| Надморска висина    | 208m                                                                        |

## Карактеристике
Дендрометријске вредности утврђене на терену и сателитским снимцима:
| Стабло                     | Храст |
| Висина стабла              | m     |
| Обим дебла                 | m     |
| Пречник крошње             | 19m   |
| Пречник дебла              | m     |
| Висина дебла до прве гране | m     |

## База записа
Запис је у оквиру Викимедија пројекта "Запис - Свето дрво" заведен под редним бројем 1199.